# Metrobús (Ciudad de México)

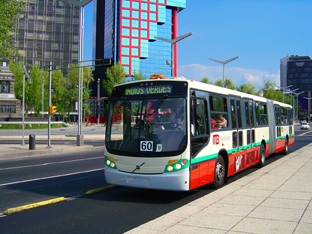
Jeden z autobusů Metrobús v Ciudad de México

Schéma linek Metrobúsu

Metrobús tvoří v hlavním městě Mexika, Ciudad de México základní a rychlý systém, páteř zdejší autobusové dopravy. Jedná se o mladý koncept, první linka systému svezla cestující teprve 19. června 2005.
Jen během prvních dvou let provozu se rozrostl vozový park na necelou stovku vysokokapacitních kloubových autobusů, obsluhujících 20 km vysoce vytížených tratí. Roku 2007 byly v provozu dvě linky (A a B), projektují se další. Autobusy zastavují ve speciálně upravených stanicích a jezdí po vyhrazených jízdních pruzích. Metrobús zajišťuje spojení ke stanicím metra Indios Verdes a San Ángel. Průměrná cestovní rychlost dosahuje 20 km/h, denně se sveze 260 000 cestujících.
Obdobné systémy vysokokapacitních autobusových linek, provozovaných na rychlodrážních komunikacích, existují také i v jiných zemích Jižní Ameriky. Právě úspěšně fungujícím obdobným projektem (Curitiba) bylo Ciudad de México inspirováno.